# Deutsche Leichtathletik-Meisterschaften 1977
Die 77. Deutschen Leichtathletik-Meisterschaften wurden vom 5. bis 7. August 1977 im Hamburger Volksparkstadion ausgetragen.

## Ausgelagerte Disziplinen
Wie in den Jahren zuvor wurden weitere Meisterschaftstitel an verschiedenen anderen Orten vergeben, in der folgenden Auflistung in chronologischer Reihenfolge benannt.
- Crossläufe – Neumünster, 5. März mit Einzel- / Mannschaftswertungen für Frauen und Männer auf jeweils zwei Streckenlängen (Mittel- / Langstrecke)
- 25-km-Straßenlauf – Paderborn, 9. April im Rahmen des Paderborner Osterlaufs mit Einzelwertungen für Frauen und Männer sowie einer Mannschaftswertung für Männer. Die Meisterschaften im Straßenlauf standen zum ersten Mal seit 1948 wieder auf dem Meisterschaftsprogramm.
- 10.000 m (Männer) sowie 3000 m und 400 m Hürden (Frauen) – Dortmund, 29. Mai
- Mehrkämpfe (Frauen: Fünfkampf) / (Männer: Zehnkampf) – Hannover, 27./28. August mit Einzel- und Mannschaftswertungen
- Marathonlauf – Berlin, 10. September mit Einzelwertungen für Frauen und Männer sowie einer Mannschaftswertung für Männer, fand dort in Form eines Separatstarts statt[2]
- Langstaffeln, Frauen: 3 × 800 m / Männer: 4 × 800 m und 4 × 1500 m – Waiblingen, 18. September
- 50-km-Gehen (Männer) – Mühldorf, 9. Oktober mit Einzel- und Mannschaftswertung

## Bestleistungen / Rekorde
Es wurde eine neue Weltbestleistung (WBL) erzielt und darüber hinaus gab es drei bundesdeutsche Rekorde (BR).
- Weltbestleistung:
  - Marathonlauf: 2:34:47,5 h – Christa Vahlensieck (Barmer TV Wuppertal)
- Bundesdeutsche Rekorde:
  - 400-Meter-Hürdenlauf: 49,04 s (Egalisierung) – Harald Schmid (TV Gelnhausen)
  - Kugelstoßen: 20,82 m (Verbesserung) – Ralf Reichenbach (OSC Berlin)
  - 400-Meter-Hürdenlauf: 57,21 s (nach elektronischer Messung) – Erika Weinstein (TSV Bayer 04 Leverkusen)

## Medaillengewinner, Männer
Die folgende Übersicht fasst die Medaillengewinner und -gewinnerinnen zusammen. Eine ausführlichere Übersicht mit den jeweils ersten acht in den einzelnen Disziplinen findet sich unter dem Link Deutsche Leichtathletik-Meisterschaften 1977/Resultate.
| Disziplin                                   | Gold                                                                                       | Leistung          | Silber                                                                               | Leistung        | Bronze                                                                 | Leistung        |
| ------------------------------------------- | ------------------------------------------------------------------------------------------ | ----------------- | ------------------------------------------------------------------------------------ | --------------- | ---------------------------------------------------------------------- | --------------- |
| 100 m (Wind: +1,6)                          | Bernd Sattler (LAZ Ludwigshafen)                                                           | 10,53 s0000       | Michael Gruse (SCC Berlin)                                                           | 10,53 s0        | Werner Bastians (TV Wattenscheid 01)                                   | 10,55 s0        |
| 200 m (Wind: +1,2)                          | Bernd Sattler (LAZ Ludwigshafen)                                                           | 20,84 s0000       | Thomas Schultheiß (VT Zweibrücken)                                                   | 21,25 s0        | Klaus-Dieter Bieler (LG Braunschweig)                                  | 21,26 s0        |
| 400 m                                       | Bernd Herrmann (TSV Bayer 04 Leverkusen)                                                   | 45,79 s0000       | Lothar Krieg (ASC Darmstadt)                                                         | 46,29 s0        | Günter Karge (TSV Bayer 04 Leverkusen)                                 | 46,73 s0        |
| 800 m                                       | Willi Wülbeck (SG Osterfeld)                                                               | 1:47,1 min000     | Bernd Töpfer (LG Frankfurt)                                                          | 1:47,6 min      | Heinz Maier (TV Eggenfelden)                                           | 1:47,9 min      |
| 1500 m                                      | Thomas Wessinghage (USC Mainz)                                                             | 3:37,0 min000     | Karl Fleschen (TSV Bayer 04 Leverkusen)                                              | 3:37,9 min      | Michael Lederer (ASC Darmstadt)                                        | 3:38,9 min000   |
| 5000 m                                      | Karl Fleschen (TSV Bayer 04 Leverkusen)                                                    | 13:23,4 min000    | Detlef Uhlemann (LG Jägermeister Bonn-Troisdorf)                                     | 13:29,5 min     | Peter Weigt (LAC Quelle Fürth)                                         | 13:39,4 min     |
| 10.000 m                                    | Detlef Uhlemann (LG Jägermeister Bonn-Troisdorf)                                           | 28:03,4 min000    | Karl Fleschen (TSV Bayer 04 Leverkusen)                                              | 28:09,1 min     | Peter Weigt (LAC Quelle Fürth)                                         | 28:24,8 min     |
| 25-km-Straßenlauf                           | Edmundo Warnke (LAC Quelle Fürth)                                                          | 1:14:20 h000000   | Hans-Jürgen Orthmann (VfL Wehbach)                                                   | 1:14:52 h000    | Jochen Schirmer (LG Jägermeister Bonn-Troisdorf)                       | 1:15:16 h000    |
| 25-km-Straßenlauf, Mannschaftswertung       | LAC Quelle FürthEdmundo Warnke Anton Gorbunow Reinhard Leibold                             | 3:48:44 h000000   | LG Jägermeister Bonn-TroisdorfJochen Schirmer Winfried Hellwig Valdur Koha           | 3:50:14 h000    | VfL WolfsburgGünter Mielke Siefert Falko Will                          | 3:53:58 h000    |
| Marathon                                    | Günter Mielke (VfL Wolfsburg)                                                              | 2:15:18,3 h00000  | Winfried Hellwig (LG Jägermeister Bonn-Troisdorf)                                    | 2:15:36,3 h00   | Paul Angenvoorth (FC Bayer 05 Uerdingen)                               | 2:15:42,0 h00   |
| Marathon, Mannschaftswertung                | LG Jägermeister Bonn-TroisdorfWinfried Hellwig Jochen Schirmer Ludwig Haefele              | 6:54:37,9 h00000  | LAC Quelle FürthReinhard Leibold Edmundo Warnke Clemens Schneider-Strittmatter       | 6:59:09,2 h00   | VfL WolfsburgGünter Mielke Wolfgang Siefert Falko Will                 | 7:01:30,1 h00   |
| 110 m Hürden (Wind: +1,6)                   | Dieter Gebhard (SV Salamander Kornwestheim)                                                | 13,98 s00000      | Guido Kratschmer (USC Mainz)                                                         | 14,11 s0        | Hans-Walter Schmitt (USC Mainz)                                        | 14,28 s0        |
| 400 m Hürden                                | Harald Schmid (TV Gelnhausen)                                                              | 49,04 s BRe       | Rolf Ziegler (TV Wattenscheid 01)                                                    | 50,77 s0        | Ulrich Zunker (LBV Phönix Lübeck)                                      | 50,77 s0        |
| 3000 m Hindernis                            | Michael Karst (USC Mainz)                                                                  | 8:20,7 min000     | Eberhard Weyel (TuS 04 Leverkusen)                                                   | 8:25,4 min      | Wolf-Dieter Poschmann (TV Wattenscheid 01)                             | 8:32,2 min      |
| 4 × 100 m Staffel                           | TV Wattenscheid 01Werner Bastians Klaus Ehl Friedhelm Heckel Bernd Goldstein               | 40,39 s0000       | SV Salamander KornwestheimWolfgang Jäger Dieter Gebhard Bruno Werner Rüdiger Harksen | 40,50 s0        | ASV KölnJansen Winfried Robens Jäkel Franz-Josef Löhrer                | 40,96 s0        |
| 4 × 400 m Staffel                           | TSV Bayer 04 LeverkusenJoachim Rabstein Günter Karge Franz-Peter Hofmeister Bernd Herrmann | 3:05,2 min000     | Jugend 07 BergheimSchneider Winfried Kessel Wagner Michael Düsing                    | 3:08,3 min      | VfB StuttgartFalko Geiger Karl-Heinz Bischoff Schneider Uwe Lenz       | 3:08,5 min      |
| 4 × 800 m Staffel                           | SV Darmstadt 98M. Reibold Peter Horn Jürgen Lorösch Hans Reibold                           | 7:26,8 min000     | VfL WolfsburgStarke Rehse Ulrich Parthier Reiner Burmester                           | 7:28,3 min      | LG Wedel-PinnebergFrerk Meyer Alfred Pankow Michael Krieg Bernd Smrcka | 7:28,5 min      |
| 4 × 1500 m Staffel                          | TSV Bayer 04 LeverkusenRomolo / Italien Dieter Riebe Harald Hudak Karl Fleschen            | 15:09,2 min000    | USC MainzCarlo Seck Leo Thoma Michael Karst Thomas Wessinghage                       | 15:14,7 min     | FC Bayer 05 UerdingenLeach Hutchings Grant Crabb / alle Großbritannien | 15:15,5 min     |
| 20-km-Gehen                                 | Gerhard Weidner (TSV Salzgitter)                                                           | 1:32:07,3 h00000  | Hans Michalski (Eintracht Frankfurt)                                                 | 1:34:15,7 h00   | Heinrich Schubert (LAC Quelle Fürth)                                   | 1:34:33,2 h00   |
| 20-km-Gehen, Mannschaftswertung             | TSV SalzgitterGerhard Weidner Karl Degener Hans-Joachim Kloppe                             | 4:49:10,3 h00000  | Eintracht FrankfurtHans Michalski Horst-Rüdiger Magnor Walter Drössler               | 4:51:05,4 h00   | TuS RicklingenMeyer Michael Ritter Lüdtke                              | 4:59:44,1 h00   |
| 50-km-Gehen                                 | Gerhard Weidner (TSV Salzgitter)                                                           | 4:09:40,0 h00000  | Heinrich Schubert (LAC Quelle Fürth)                                                 | 4:10:22,7 h00   | Hans Binder (Post-SV Mühldorf)                                         | 4:10:58,0 h00   |
| 50-km-Gehen, Mannschaftswertung             | LAC Quelle FürthHeinrich Schubert Alfons Schwarz Wolfgang Werner                           | 12:46:11,2 h00000 | TSV SalzgitterGerhard Weidner Karl Degener Hans-Joachim Kloppe                       | 13:00:24,4 h00  | Eintracht FrankfurtHorst-Rüdiger Magnor Walter Drössler Hans Michalski | 13:32:53,2 h00  |
| Hochsprung                                  | Andre Schneider (TV Wattenscheid 01)                                                       | 2,19 m000         | Paul Frommeyer (DJK Arminia Ibbenbüren)                                              | 2,19 m          | Carlo Thränhardt (ASV Köln)                                            | 2,16 m          |
| Stabhochsprung                              | Günther Lohre (SV Salamander Kornwestheim)                                                 | 5,40 m000         | Robert Pullard / USA (USC Mainz)                                                     | 5,25 m          | Hans Gedrat (TV Wattenscheid 01)                                       | 5,10 m          |
| Weitsprung                                  | Jochen Verschl (VfB Stuttgart)                                                             | 7,96 m000         | Joachim Busse (TSV Bayer 04 Leverkusen)                                              | 7,93 m          | Hans Baumgartner (ASC Darmstadt)                                       | 7,85 m          |
| Dreisprung                                  | Klaus Kübler (LG Rems-Murr)                                                                | 16,39 m000        | Wolfgang Kolmsee (VfB Stuttgart)                                                     | 16,18 m         | Ludwig Franz (LAC Quelle Fürth)                                        | 15,77 m         |
| Kugelstoßen                                 | Ralf Reichenbach (OSC Berlin)                                                              | 20,82 m BR        | Mac Wilkins / USA (LAC Quelle Fürth)                                                 | 19,44 m         | Gerhard Steines (TV Wattenscheid 01)                                   | 18,96 m         |
| Diskuswurf                                  | Mac Wilkins / USA (LAC Quelle Fürth)                                                       | 64,86 m000        | Hein-Direck Neu (TSV Bayer 04 Leverkusen)                                            | 62,54 m         | Alwin Wagner (USC Mainz)                                               | 61,12 m         |
| Hammerwurf                                  | Karl-Hans Riehm (TV Wattenscheid 01)                                                       | 74,70 m000        | Manfred Hüning (LAZ Rhede)                                                           | 72,70 m         | Roland Klein (USC Mainz)                                               | 70,22 m         |
| Speerwurf                                   | Michael Wessing (TV Wattenscheid 01)                                                       | 85,94 m000        | Klaus Tafelmeier (TSV Bayer 04 Leverkusen)                                           | 81,42 m         | Helmut Schreiber (LG Staufen)                                          | 78,98 m         |
| Zehnkampf, 1965er W. 2. Zeile: 1985er Wert. | Guido Kratschmer (USC Mainz)                                                               | 7972 P (7928 P)   | Claus Marek (TSV Bayer 04 Leverkusen)                                                | 7875 P (7793 P) | Herbert Böck (LAC Quelle Fürth)                                        | 7619 P (7571 P) |
| Zehnkampf, Mannschaftswertung               | TSV Bayer 04 LeverkusenClaus Marek Wolfgang Muders Norbert Hoischen                        | 23.268 P          | USC MainzGuido Kratschmer Alexander Wernsdorfer Frank Hensel                         | 22,220 P        | LAC Quelle FürthHerbert Böck Herbert Peter Rudolf Hausner              | 22.107 P        |
| Crosslauf Mittelstrecke – 5750 m            | Günter Zahn (LAC Quelle Fürth)                                                             | 16:41,8 min000    | Manfred Schoeneberg (OSC Thier Dortmund)                                             | 16:45,6 min     | Eberhard Weyel (TuS 04 Leverkusen)                                     | 16:49,2 min     |
| Crosslauf Mittelstrecke, Mannschaftswertung | LAC Quelle FürthGünter Zahn Oswald Engel Alfred Rupp                                       | Pl.-Ziff. 39      | LG DJK boullo Andern.-Neuwd.Edmund Kaul Schäfer Michael Nagel                        | Pl.-Ziff. 41    | TSV MeitingenJosef Lechner Emmerich Huber Bernhard Geiger              | Pl.-Ziff. 48    |
| Crosslauf Langstrecke – 11.500 m            | Edmundo Warnke (LAC Quelle Fürth)                                                          | 33:35,8 min000    | Hans-Jürgen Orthmann (VfL Wehbach)                                                   | 33:36,8 min     | Detlef Uhlemann (LG Jägermeister Bonn-Troisdorf)                       | 33:38,8 min     |
| Crosslauf Langstrecke, Mannschaftswertung   | LG Jägermeister Bonn-TroisdorfDetlef Uhlemann Jochen Schirmer Winfried Hellwig             | Pl.-Ziff. 20      | ASC DarmstadtMichael Lederer Karl Mann Friedrich Kreth                               | Pl.-Ziff. 23    | LAC Quelle FürthEdmundo Warnke Anton Gorbunow Reinhard Leibold         | Pl.-Ziff. 51    |

## Medaillengewinnerinnen, Frauen
| Disziplin                                   | Gold                                                                                                | Leistung        | Silber                                                                                         | Leistung        | Bronze                                                                                  | Leistung                   |
| ------------------------------------------- | --------------------------------------------------------------------------------------------------- | --------------- | ---------------------------------------------------------------------------------------------- | --------------- | --------------------------------------------------------------------------------------- | -------------------------- |
| 100 m (Wind: +1,2)                          | Elvira Possekel (TSV Bayer 04 Leverkusen)                                                           | 11,54 s00000    | Dagmar Schenten (LG Frankfurt)                                                                 | 11,64 s0        | Ulrike Sommer (LG Fichtelgebirge)                                                       | 11,66 s0                   |
| 200 m (Wind: +0,8)                          | Dagmar Schenten (LG Frankfurt)                                                                      | 23,19 s00000    | Gaby Bußmann (OSC Thier Dortmund)                                                              | 23,54 s0        | Elvira Possekel (TSV Bayer 04 Leverkusen)                                               | 23,55 s0                   |
| 400 m                                       | Dagmar Fuhrmann geb. Jost (LG Frankfurt)                                                            | 51,89 s00000    | Erika Weinstein geb. Götz (TSV Bayer 04 Leverkusen)                                            | 52,96 s0        | Marlies Kühn (LG Jägermeister Bonn-Troisdorf)                                           | 53,44 s0                   |
| 800 m                                       | Ursula Hook (Blau-Gelb Marburg)                                                                     | 2:01,7 min0000  | Elisabeth Schacht (OSC Thier Dortmund)                                                         | 2:01,7 min      | Janice Merrill / USA (USC Mainz)                                                        | 2:02,8 min                 |
| 1500 m                                      | Janice Merrill / USA (USC Mainz)                                                                    | 4:06,5 min000   | Brigitte Kraus (ASV Köln)                                                                      | 4:08,7 min      | Angelika Kullmann (Mettmanner TV)                                                       | 4:17,9 min                 |
| 3000 m                                      | Brigitte Kraus (ASV Köln)                                                                           | 9:14,1 min000   | Charlotte Teske geb. Bernhard (ASC Darmstadt)                                                  | 9:22,3 min      | Päivi Roppo / Finnland (LG Jägermeister Bonn-Troisdorf)                                 | 9:27,8 min                 |
| 25-km-Straßenlauf                           | Christa Vahlensieck geb. Kofferschläger (Barmer TV Wuppertal)                                       | 1:30:12 h000000 | Charlotte Teske geb. Bernhard (ASC Darmstadt)                                                  | 1:30:52 h000    | Manuela Angenvoorth geb. Preuß (FC Bayer 05 Uerdingen)                                  | 1:32:56 h000               |
| Marathon                                    | Christa Vahlensieck geb. Kofferschläger (Barmer TV Wuppertal)                                       | 2:34:47,5 h WBL | Manuela Angenvoorth geb. Preuß (FC Bayer 05 Uerdingen)                                         | 2:38:09,4 h00   | Gisela Schneider (TuS Iserlohn)                                                         | 2:55:09,5 h00              |
| 100 m Hürden (Wind: +0,3)                   | Silvia Kempin geb. Käwel (TuS 04 Leverkusen)                                                        | 13,38 s00000    | Ursula Schalück (OSC Thier Dortmund)                                                           | 13,43 s0        | Elke Geist geb. Kiel (LG Kappelberg)                                                    | 13,74 s0                   |
| 400 m Hürden                                | Erika Weinstein geb. Götz (TSV Bayer 04 Leverkusen)                                                 | 57,21 s BRel    | Silvia Hollmann (OSC Thier Dortmund)                                                           | 58,24 s         | Heike Neumann (SuS Schalke 96)                                                          | 59,05 s                    |
| 4 × 100 m Staffel                           | OSC Thier DortmundSabine Klösters Ina Wallburg Gaby Bußmann Annegret Richter geb. Irrgang           | 45,08 s00000    | TSV Bayer 04 LeverkusenLiesel Bömelburg Erika Weinstein geb. Götz Elvira Possekel Sabine Wecke | 45,19 s0        | TuS 04 LeverkusenElke Decker Rita Meurer Silvia Kempin geb. Käwel Rita Wilden geb. Jahn | 45,46 s0                   |
| 4 × 400 m Staffel                           | TuS 04 LeverkusenGisela Klein geb. Ellenberger Brigitte Koczelnik Elke Decker Rita Wilden geb. Jahn | 3:37,9 min0000  | LG OstsaarSusanne Anlauf Margarete Schöndorf Karin Schneider Margit Weller                     | 3:41,6 min      | OSC Thier DortmundGaby Rademacher Sabine Wuttig Patricia Bechthold Elisabeth Schacht    | 3:42,3 min                 |
| 3 × 800 m Staffel                           | ASV KölnRita Windbrake Ulla Meyer Brigitte Kraus                                                    | 6:26,3 min0000  | TuS 04 LeverkusenGisela Klein geb. Ellenberger Petra Kleinbrahm Brigitte Koczelnik             | 6:30,8 min      | VfL SindelfingenElke Zimmermann Silvia Erlenmaier Margit Klier                          | 6:39,7 min                 |
| Hochsprung                                  | Marlis Wilken (LG Wilhelmshaven)                                                                    | 1,86 m          | Karin Geese geb. Wagner (Preussen Krefeld)                                                     | 1,86 m          | Gabriele Hahn (TK Hannover)                                                             | 1,83 m                     |
| Weitsprung                                  | Christa Striezel geb. Herzog (Hamburger SV)                                                         | 6,45 m          | Cilly Lemkamp (LAZ Rhede)                                                                      | 6,41 m          | Sabine Wecke (TSV Bayer 04 Leverkusen)                                                  | 6,32 m                     |
| Kugelstoßen                                 | Eva Wilms (LAC Quelle Fürth)                                                                        | 19,86 m         | Beatrix Philipp (LAC Quelle Fürth)                                                             | 16,55 m         | Marion Gröger (TuS 04 Leverkusen)                                                       | 15,49 m                    |
| Diskuswurf                                  | Ingra Manecke (TK Hannover)                                                                         | 55,86 m         | Eva Wilms (LAC Quelle Fürth)                                                                   | 55,70 m         | Marion Gröger (TuS 04 Leverkusen)                                                       | 50,58 m                    |
| Speerwurf                                   | Marion Becker geb. Steiner (USC München)                                                            | 61,22 m         | Eva Helmschmidt (LG Kappelberg)                                                                | 60,28 m         | Heidi Repser (LAG Lauf/Eschenau)                                                        | 58,74 m                    |
| Fünfkampf, 1977er W. 2. Zeile: 1981er Wert. | Eva Wilms (LAC Quelle Fürth)                                                                        | 4465 P (4486 P) | Liesel Albert geb. Krauhs (TV 1895 Elm)                                                        | 4304 P (4261 P) | Christa Köhler (TSV Bayer 04 Leverkusen)                                                | 4150 P (4137 P)            |
| Fünfkampf, Mannschaftswertung               | LAC Quelle FürthEva Wilms Beatrix Philipp Ulrike Jacob                                              | 12.566 P        | LAV co op DortmundUta Walter Elke Walter Bärbel Holtmeier                                      | 10.941 P        | nur 2 Teams in der Wertung                                                              | nur 2 Teams in der Wertung |
| Crosslauf Mittelstrecke – 2950 m            | Monika Greschner (ASV Köln)                                                                         | 9:25,0 min0000  | Maria Mödl (MTV Ingolstadt)                                                                    | 9:41,6 min      | Sabine Greiner (TK Hannover)                                                            | 9:52,0 min                 |
| Crosslauf Mittelstrecke, Mannschaftswertung | TK HannoverSabine Greiner Gabriele Klinger Gerding                                                  | Pl.-Ziff. 19    | Hamburger SVPetra Jürgensen Susanne Gärtner Remling                                            | Pl.-Ziff. 25    | Bielefelder TGRita Seggewiß Rosi Koslowski Gerlinde Püttmann                            | Pl.-Ziff. 50               |
| Crosslauf Langstrecke – 5750 m              | Charlotte Teske geb. Bernhard (ASC Darmstadt)                                                       | 19:26,1 min0000 | Vera Kemper (TuS 1889 Neuenkamp)                                                               | 19:35,4 min     | Renate Kieninger (LG Offenburg)                                                         | 19:50,2 min                |
| Crosslauf Langstrecke, Mannschaftswertung   | ASC DarmstadtCharlotte Teske geb. Bernhard Barbara Will Döge                                        | Pl.-Ziff. 22    | LG Jägermeister Bonn-TroisdorfPäivi Roppo / Finnland Heide Brenner Ulrike Heinz                | Pl.-Ziff. 23    | TuS NeuenkampVera Kemper Lonny Hoffmann Dieckmann                                       | Pl.-Ziff. 41               |

## Videolink
- 1500-m-Finale Männer aus der TV-Übertragung vom 6. bzw. 13. August 1977 auf YouTube, abgerufen am 9. April 2021